# アルプちゃん

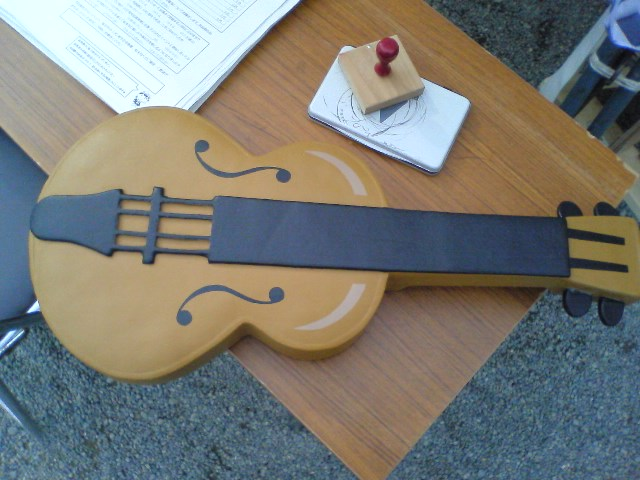
アルプちゃんのヴァイオリン

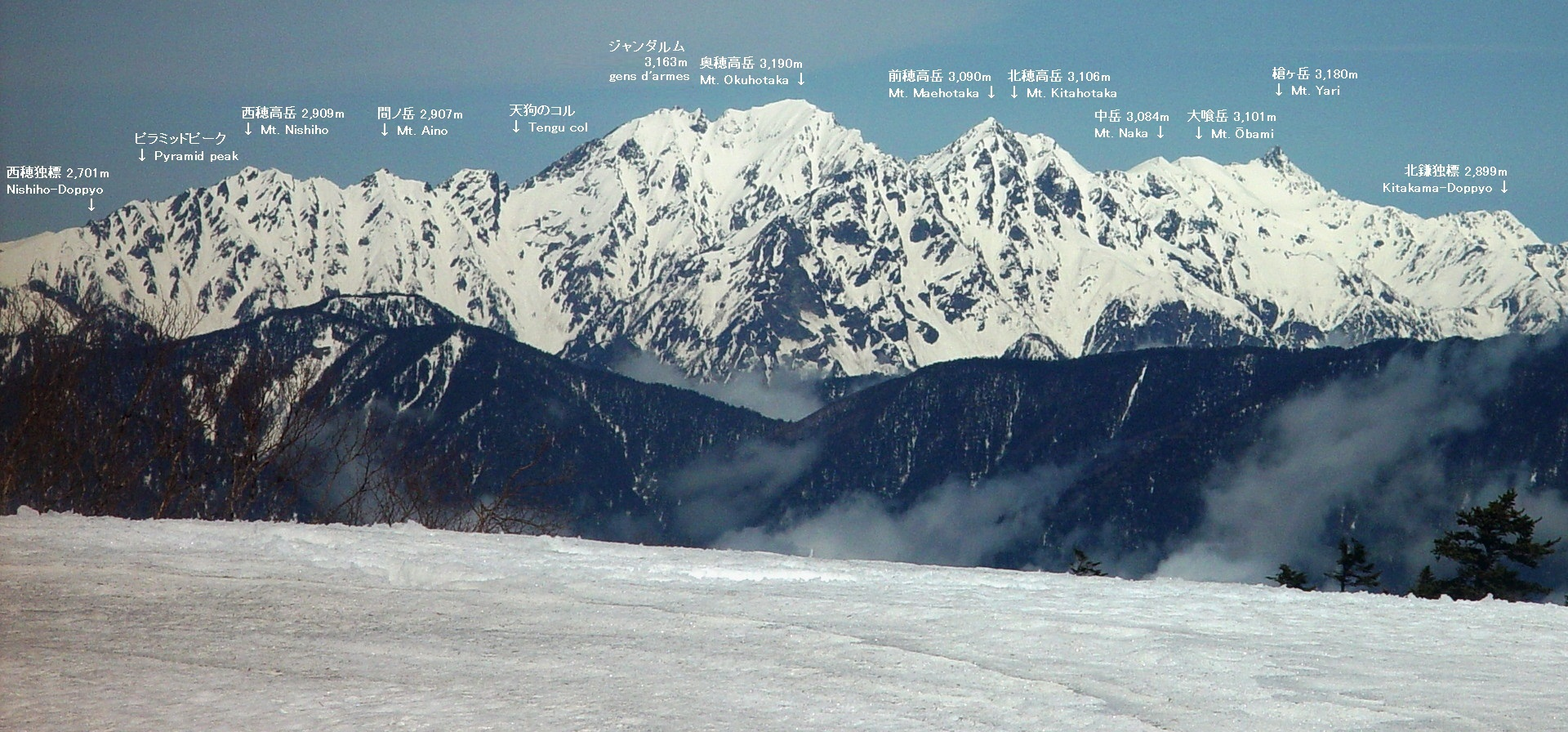
マスコットキャラクラーのモチーフの北アルプスの南部の山並み

アルプちゃんは松本市のマスコットキャラクターである。なお、名前とイラストは一般公募によるもの。

## 概要
松本市の『市制施行100周年記念事業マスコットキャラクター』として2006年に登場。
市制100周年を盛り上げるため、市内（時には市外や県外までも）のあらゆる行事に出席した。特に松本の保育園・幼稚園を全て訪問したことから、松本でアルプちゃんを知らない子どもは皆無と言えるほどになっている。当初の予定では100周年記念事業が終了する2008年3月をもって出身地の北アルプスへ帰ることになっていたが、子どもはもちろん市民や観光客からも人気を博しており、続投を望む声が市に多数寄せられたため、記念事業終了後も松本市のマスコットキャラクターとして活躍している。なおメディア等の報道では『2007年に登場した』という誤った記載が目立つが、それは市制施行100周年の年であり、実際には記念事業がスタートした2006年の夏に誕生し活動を開始している。

## 特徴
いたるところに松本をイメージしたあれこれが取り入れられている。名前は北アルプスに由来している。ちなみにalpとは英語で「標高の高い山」を意味する。
- 北アルプスをイメージした帽子をかぶっている。これは、岳都としての松本を表している。
- 手にはヴァイオリンを持っている。これは、楽都としての松本を表している。
- 学都としての松本を表そうと、本を持たせる事も考慮したが、両手が塞がるので却下になった。
- 美しい松本の自然（緑）をイメージした服を着ている。松本市の形をした黄色い模様が入っている。
- 松本市は全国の花いっぱい運動発祥地であることから、花の髪飾りをつけている。

## アルプちゃんの秘密
「アルプちゃん心得」というものがある。項目は現在以下の11項目である。
1. 北アルプスの妖精であることから、男でも女でもない。
2. アルプスができたころからいる（という設定である）ので、年齢はアルプちゃんも分からない。
3. 妖精であるため、アルプちゃんには人間は入っていない。
4. 好きな食べ物は松本の名産品。特に梓川りんご、山辺のぶどう、そばが好き。好き嫌いはない（野菜もすき）。
5. 飲み物はりんごジュース、アルプスの天然水が好き。
6. アルプちゃんの声は心の耳で聞く。目を閉じて、よーく耳を澄ませる。
7. 北アルプスの山に住んでいる。
8. アルプスから飛んでくることもある。従ってどこに現れるか分からない。
9. 乗り物はベロタクシーやタウンスニーカーが好き。
10. 自然が好きで、好きな花はレンゲツツジ（松本市の市花）、好きな木はアカマツ（松本市の市木）である。
11. 基本的には松本名物が好き。

## 松本山雅FCとの関係
松本市は松本山雅FCのホームタウンであるため、山雅がJリーグに参入する以前のアマチュア時代から頻繁に試合会場を訪れており、2008年の北信越フットボールリーグ開幕戦では始球式の大役を任されたほどである。
（山雅のマスコット『ガンズくん』は2012年5月まではクラブ非公認キャラクターで立体化もなされておらず、永らくアルプちゃんがマスコット代わりのように扱われていた）
山雅Jリーグ入り（2012年）以降は長野県観光PRキャラクターの『アルクマ』も試合観戦に来るようになったものの、依然としてアルプちゃんと山雅の関係は揺るがず、松本ホーム戦のほか遠隔地のアウェー戦（北は札幌から南は熊本や大分まで）にもしばしば出張している。
2013年4月には山雅バージョンのアルプちゃんストラップが発売された。販売価格は500円で、一個売れるごとに100円をチームに寄付する予定。

## ぬいぐるみの販売
- 2006年　後に『基本形』と呼ばれるデザインのぬいぐるみを発売。（完売）
- 2007年　基本形とはデザインが異なる二種類を発売。（完売）
- 2008年　平成中村座信州まつもと大歌舞伎グッズとして、法被を着せたぬいぐるみを発売。（完売）
- 2013年　新デザインのぬいぐるみを制作し、現在も販売中。

## その他あれこれ
松本市役所の入り口（松本城太鼓門の向かい側）に市内の石材店から寄贈された石像がある。
『ゆるキャラグランプリ』や『ゆるキャラサミットin彦根』には参加をしたことがない。
2007年には年賀状に押すゴム印にアルプちゃんが使われたことがある。記念事業の期間中はアルプちゃんグッズが多数販売され、ぬいぐるみ、ストラップ、ボールペン、シャープペンシル、プチタオル、シールなどの品揃えであった。
2010年、タウンスニーカーの1台にアルプちゃんのイラストが施された『アルプちゃん号』が登場し、市内を元気に走り回っている。
2011年にはフジドリームエアラインズの4号機にアルプちゃんのステッカーが貼られ、松本市のPRに一役買っている。なおこの4号機は松本市の観光大使に任命された。

## 着ぐるみについて
着ぐるみはノンバルーンタイプ。着ぐるみはイラストを忠実に再現したものだが、手首の袖のようなものが見えるのが欠点とする意見もある。横顔はかなり平べったく、手は子供用の手袋（ミトン、親指以外は同一）とよく似た形である。脚は長靴を履いたように見える。
ヴァイオリンも忠実に再現されている。